# Hohengüstow
Hohengüstow ist ein Ortsteil der Gemeinde Uckerfelde des Amtes Gramzow im Landkreis Uckermark in Brandenburg.

## Geschichte
Hohengüstow hieß bis die Jahrhundertwende Güstrow und schien erstmals 1365 in einer Urkunde des Knappen Heinrich von Unsheyn auf. Nachdem der Ort im Dreißigjährigen Krieg stark in Mitleidenschaft gezogen wurde, wuchs er nur mehr langsam, bis in den 1930ern das Gelände östlich der B198 an die Landgesellschaft „Eigene Scholle“ Frankfurt/Oder verkauft wurde, die hier Siedlungshäuser errichten ließ.